# Kijfwaard
Kijfwaard is een buurtschap in de Nederlandse gemeente Zevenaar, gelegen in de provincie Gelderland. Het ligt in het zuiden van de gemeente tussen Pannerden en Geitenwaard.
Stad: Zevenaar      Dorpen: Aerdt · Angerlo · Babberich · Giesbeek · Herwen · Lathum · Lobith · Oud-Zevenaar · Pannerden · Spijk · Tolkamer

Buurtschappen: Aerdenburg · Bahr · Bevermeer · Bingerden · Geitenwaard · Holthuizen · Kijfwaard · Kwartier · Ooy · Oud-Dijk (deels) · Tuindorp · Veldhuizen · Zweekhorst

Voormalige gemeenten: Angerlo · Rijnwaarden

Gelderland: Steden en dorpen in Gelderland      Nederland: Provincies · Gemeenten